# Eric Campbell

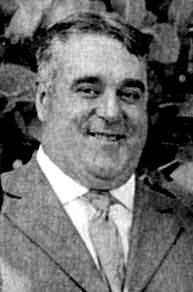
Eric Campbell

Eric Campbell (* 26. April 1880 in Cheshire; † 20. Dezember 1917 in Hollywood) war ein britischer Schauspieler.

## Leben
Der großgewachsene, stämmige Eric Campbell spielte in Schottland und Wales Theater und wurde vom englischen Theaterleiter Fred Karno entdeckt, der ebenfalls als Entdecker von Charles Chaplin und Stan Laurel gilt. 1914 kam er ebenso wie bereits Chaplin und Laurel zuvor mit einer Karnoproduktion nach New York. Er blieb in den Vereinigten Staaten und etablierte sich als Theaterschauspieler. 1915 sah ihn Chaplin in einer Broadwayaufführung und engagierte ihn für sein Ensemble, das er für Mutual Films neu aufstellte. Campbell spielte daraufhin in elf Filmen von Chaplin, hierbei war er fast immer als gewichtiger Bösewicht der Gegenpart von Chaplin.
1917 starb seine Ehefrau bei einem Autounfall. Er lernte kurze Zeit später seine zweite Ehefrau kennen, die er noch im gleichen Jahr heiratete. Campbell war mittlerweile jedoch ein starker Trinker. Er sollte 1918 einen Film mit Mary Pickford drehen, und Chaplin plante weitere Filme mit ihm für First National, als Campbell betrunken am Steuer seines Autos tödlich verunglückte.
Der schottische Regisseur Kevin Macdonald drehte 1996 den Film Chaplin's Goliath: In Search of Scotland's Forgotten Star über Eric Campbell.

## Filmografie
- 1916: Der Ladenaufseher (The Floorwalker, Kurzfilm)
- 1916: Der Feuerwehrmann (The Fireman, Kurzfilm)
- 1916: Der Vagabund (The Vagabond, Kurzfilm)
- 1916: Der Graf (The Count, Kurzfilm)
- 1916: Das Pfandhaus (The Pawnshop, Kurzfilm)
- 1916: Hinter der Leinwand (Behind the Screen, Kurzfilm)
- 1916: Die Rollschuhbahn (The Rink, Kurzfilm)
- 1917: Leichte Straße (Easy Street, Kurzfilm)
- 1917: Die Kur (The Cure, Kurzfilm)
- 1917: Der Einwanderer (The Immigrant, Kurzfilm)
- 1917: Der Abenteurer (The Adventurer, Kurzfilm)
- 1918: Wie man Filme macht (How to Make Movies, Kurzfilm)